# 内蒙古旱蒿
内蒙古旱蒿（学名：Artemisia xerophytica）是菊科蒿属的植物。分布在蒙古以及中国大陆的青海、陕西、宁夏、甘肃、内蒙古、新疆等地，生长于海拔1,700米至3,500米的地区，一般生于半固定沙丘上、戈壁、局部地区为植物群落的优势种、半荒漠草原以及主要伴生种，目前尚未由人工引种栽培。

## 别名
旱蒿（内蒙古植物志），小砂蒿（内蒙古），“宝日-西巴嘎”（蒙语名）